# Mirante Roberto Silveira

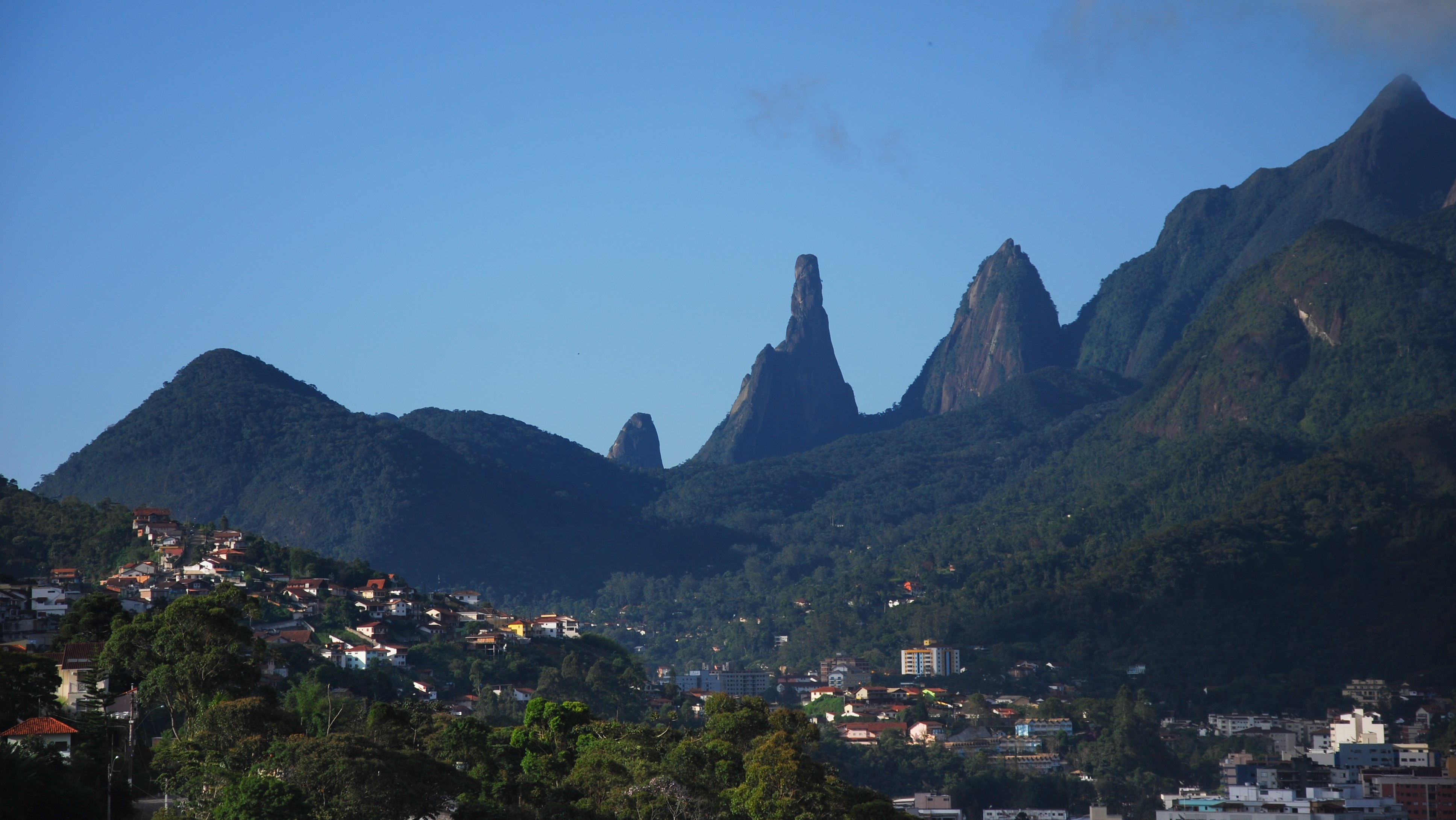
Fotografia do Dedo de Deus tirada a partir do Mirante Roberto Silveira.

Mirante Roberto Silveira é uma atração turística localizada no bairro Vale do Paraíso em Teresópolis, interior do Rio de Janeiro. Seu nome homenageia o falecido ex-governador do Estado do Rio de Janeiro Roberto Silveira. Foi inaugurado em 6 de julho de 1963 pelo então prefeito José de Carvalho Janotti, acompanhado do então governador do estado Badger da Silveira, irmão de Roberto Silveira como parte dos festejos de comemoração do 72º aniversário do município.
Estrategicamente localizado no encontro da Estrada Wenceslau José de Medeiros com a Avenida Delfim Moreira, proporciona ao visitante uma visão panorâmica das montanhas que compõem a Serra dos Órgãos, bem como parte da área urbana da cidade.